# Ian Smeulers
Ian Smeulers (Barendrecht, 12 januari 2000) is een voormalig Nederlands voetballer die bij voorkeur als linkervleugelverdediger speelde.

## Carrière
Ian Smeulers speelde in de jeugd van VV Smitshoek en Feyenoord. In 2018 tekende hij een contract tot medio 2021 bij Feyenoord, en sindsdien speelt hij in Jong Feyenoord. In het seizoen 2019/20 wordt hij verhuurd aan FC Dordrecht, waar Feyenoord sinds 2019 een samenwerkingsverband mee heeft. Hij debuteerde voor Dordrecht op 15 november 2019, in de met 1-1 gelijkgespeelde thuiswedstrijd tegen Roda JC Kerkrade. Hij kwam in de 90e minuut in het veld voor Dwayne Green. In 2021 werd Smeulers verhuurd aan Willem II. Medio 2021 ging hij naar het Noorse Sandefjord Fotball dat uitkomt in de Eliteserien. In de zomer van 2023 tekende Smeulers een contract bij Excelsior, wat hij na een jaar alweer verruilde voor het Griekse Volos NFC. Op 17 april 2025 kondigde Smeulers zijn afscheid van de voetballerij aan. Hij ging zich richten op vastgoed en ondernemen.

## Clubstatistieken
| Seizoen                      | Club                | Competitie     | Competitie | Competitie | Beker | Beker | Internationaal | Internationaal | Overig | Overig | Totaal | Totaal |
| Seizoen                      | Club                | Competitie     | Wed.       | Dlp.       | Wed.  | Dlp.  | Wed.           | Dlp.           | Wed.   | Dlp.   | Wed.   | Dlp.   |
| ---------------------------- | ------------------- | -------------- | ---------- | ---------- | ----- | ----- | -------------- | -------------- | ------ | ------ | ------ | ------ |
| 2019/20                      | → FC Dordrecht      | Eerste divisie | 5          | 0          | 0     | 0     | –              | –              | –      | –      | 5      | 0      |
| 2020/21                      | → Willem II         | Eredivisie     | 3          | 0          | 0     | 0     | –              | –              | 0      | 0      | 3      | 0      |
| 2020/21                      | Sandefjord Fotball  | Eliteserien    | 12         | 0          | 0     | 0     | 0              | 0              | 0      | 0      | 12     | 0      |
| 2021/22                      | Sandefjord Fotball  | Eliteserien    | 28         | 0          | 4     | 0     | 0              | 0              | 2      | 0      | 34     | 0      |
| 2022/23                      | Sandefjord Fotball  | Eliteserien    | 11         | 0          | 1     | 0     | 0              | 0              | 0      | 0      | 12     | 0      |
| 2023/24                      | Excelsior Rotterdam | Eredivisie     | 6          | 0          | 1     | 0     | 0              | 0              | 0      | 0      | 7      | 0      |
| 2024/25                      | Volos NFC           | Super League   | 4          | 0          | 2     | 0     | 0              | 0              | 0      | 0      | 6      | 0      |
| Carrièretotaal               | Carrièretotaal      | Carrièretotaal | 69         | 0          | 8     | 0     | 0              | 0              | 2      | 0      | 78     | 0      |
| Bijgewerkt op 17 april 2025. |                     |                |            |            |       |       |                |                |        |        |        |        |